# Cameraria linearifolia
Cameraria linearifolia är en oleanderväxtart som beskrevs av Ignatz Urban och Ekman. Cameraria linearifolia ingår i släktet Cameraria och familjen oleanderväxter. Inga underarter finns listade i Catalogue of Life.